# Parque nacional Río Mooloolah

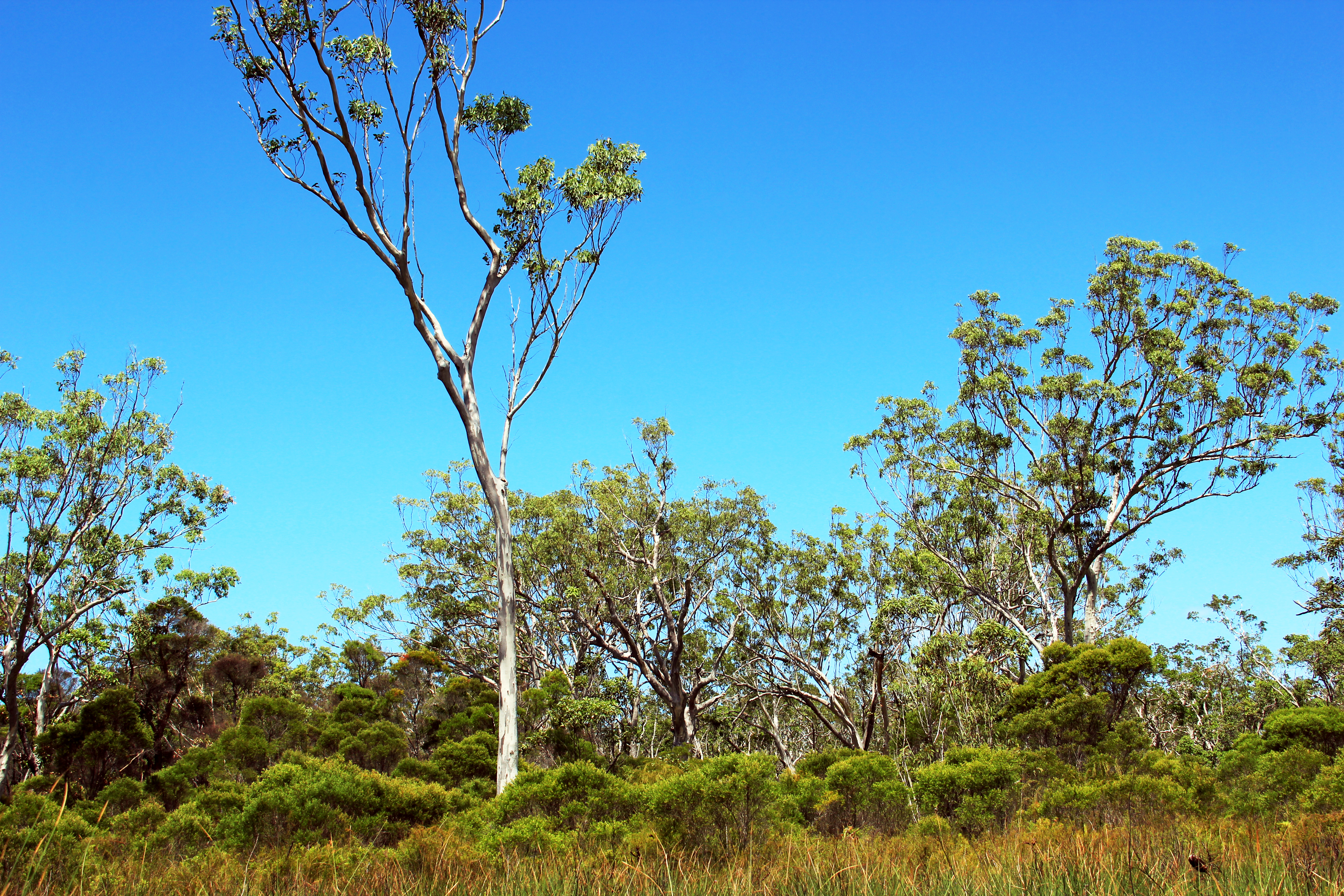
Parque nacional Río Mooloolah

Río Mooloolah es un parque nacional en Queensland (Australia), ubicado a 84 km al norte de Brisbane.

## Datos
- Área: 6,69 km²
- Coordenadas: 26°43′18″S 153°04′51″E / -26.72167, 153.08083
- Fecha de Creación: 1960
- Administración: Servicio para la Vida Salvaje de Queensland
- Categoría IUCN: II

Véase también:
- Zonas protegidas de Queensland